# Gonodonta meridionalis
Gonodonta meridionalis là một loài bướm đêm trong họ Noctuidae.